# Julie Candeille
Pour les articles homonymes, voir Candeille.
Amélie-Julie Candeille aussi appelée Émilie Candeille, née à Paris, paroisse Saint-Sulpice, dans la nuit du 30 au 31 juillet 1767 et morte à Paris le 4 février 1834, est une compositrice pour le piano, musicienne, actrice, auteure dramatique et romancière française. Elle commence sa carrière en tant que cantatrice.

## Biographie

### Premiers pas
Julie Candeille baigne dans un milieu familial entièrement tourné vers la musique et grâce à son père musicien, elle développe certains dons naturels pour le clavecin et le chant. Encore enfant, elle participe à des orchestres de chambre, paraît à un concert devant le roi à l’âge de sept ans et on dit qu’elle est une fois amenée à jouer en compagnie de Mozart adolescent — ce qui est peu plausible. Elle se produit également comme pianiste et compositrice au Concert Spirituel. On lui doit des sonates pour le clavecin et le piano-forte, des romances et des airs dont certains ont été récemment redécouverts.
Julie Candeille se décrit elle-même dans ses Mémoires : « De fort beaux cheveux blonds, les yeux bruns, la peau blanche, fine et transparente, l’air doux et riant ». D’après sa collègue la comédienne Louise Fusil, elle était jolie, avec « sa taille bien prise, sa démarche noble, ses traits et sa blancheur (qui) tenaient des femmes créoles ». Elle n’a pourtant rien de créole, car ses origines étaient flamandes et, sa vie durant, elle place son physique avenant, ses talents multiples et sa séduction naturelle au service de son ambition qui n’est pas médiocre. En 1781, encore très jeune, elle est initiée dans une loge franc-maçonne – la Candeur –, où elle rencontre un certain nombre d’auteurs de théâtre, comme Olympe de Gouges, mais aussi des personnages influents susceptibles de favoriser sa carrière artistique dans l’univers complexe de la mondanité parisienne et des intrigues de l’Ancien régime agonisant.
Dans ses Mémoires, elle raconte aussi avoir bénéficié de protections puissantes, entre autres celle du marquis de Louvois, aristocrate contestataire, l’ami intime du chevalier de Champcenetz qui comme lui est envoyé au fort de Ham pour inconduite, de la mélomane duchesse de Villeroy qui avait composé un salon majoritairement féminin et dont l’influence s’étendait dans les milieux du théâtre, et le baron de Breteuil, ministre de la maison du roi, qui est peut-être un amant.
Munie de ces protections, elle débute à l’Académie royale de Musique le 27 décembre 1782, dans le rôle-titre d’Iphigénie en Aulide de Gluck, où elle remporte un succès mitigé. Mme Saint-Huberty qui avait succédé à Mlle Levasseur et Mlle Laguerre, ne lui laisse d’ailleurs aucune chance, car elle n’a pas la voix pour s’imposer sur ce terrain si exigeant. Elle se retourne vers la Comédie-Française où elle se fait remarquer le lundi 19 septembre 1785, dans Hermione d’Andromaque de Racine. Molé est son protecteur, comme il l'est à la même époque, d’Olympe de Gouges alors l’amie de Julie Candeille. Sa personnalité forte et ses idées originales ne plaisent pas et elle est toujours un peu tenue à l’écart par ses collègues de la Comédie française, tels que Molé, Dazincourt, Fleury ou Louise Contat, qu’elle-même regarde comme de plats courtisans de Versailles. Elle se rapprocha de Talma et de ceux des comédiens qui accueillirent avec enthousiasme la Révolution de 1789.

### Auteure dramatique
En 1789, elle tient le rôle de la jeune esclave Mirza, dans une pièce dénonçant la condition des esclaves des colonies intitulée l’Esclavage des Nègres, ou l’Heureux naufrage, drame en trois actes d’Olympe de Gouges, qui est le prétexte à un affrontement en règle, entre les représentants du puissant lobby des propriétaires coloniaux en France et la Société des amis des Noirs, club cofondé par Brissot, Condorcet et l’abbé Grégoire. Julie Candeille est l’ornement des salons constituants, et on la voit aussi bien chez Mme de Lameth où vient Robespierre, que chez Mmes de Villette, Helvétius ou Condorcet. C’est à cette époque (1791) qu’Adélaïde Labille-Guiard, qui partage ses idées, peint son portrait. Les pièces pour lesquelles elle est à l’affiche au début de la Révolution ont un succès considérable, tant au nouveau théâtre des Variétés amusantes de la rue de Richelieu, qu’au Théâtre de la République. La Révolution relance véritablement sa carrière et elle se fait de nombreux amis dans les cercles politiques avancés. On prétend que c’est pour elle que Fabre d'Églantine écrit la romance Je t’aime tant, mise en musique par Pierre-Jean Garat.
En 1792, Julie Candeille est à une fête que les Talma donnent chez eux, rue Chantereine, en l’honneur du général Dumouriez, vainqueur de Valmy, lorsque Marat à la tête d’un groupe d’énergumènes armés, se fait bruyamment annoncer. La plupart des convives, tels que Antoine-Vincent Arnault ou Pierre Victurnien Vergniaud font dès le lendemain, l’objet d’une dénonciation en règle dans l'Ami du peuple. On dit que Julie Candeille est alors l'amie de Vergniaud, qui est le brillant orateur du parti des girondins.
Elle fait représenter au Théâtre-Français, en 1792, Catherine ou la Belle fermière, comédie en 3 actes et en prose, qui a une vogue prodigieuse. Les représentations ont commencé à l’époque du procès de Louis XVI. Michaud, en a inféré sous la Restauration qu’elle a joué le rôle de la déesse Raison, ce qu’elle dément, preuves à l’appui, mais les frères Goncourt, qui ne sont pas à une inexactitude historique près, ont allégué le contraire. Compromise par ses amitiés girondines, Julie Candeille est, malgré sa popularité, inquiétée en 1793. Trop proche de Vergniaud et des Girondins, elle est l’objet de dénonciations. Une perquisition est ordonnée à son domicile de la rue Neuve des Mathurins. Mais grâce au député montagnard Julien de Toulouse qui appartient encore au Comité de sûreté générale, Julie Candeille n'est pas arrêtée au titre de suspecte.

### Citoyenne Simons
Une fois la Terreur terminée, elle se marie sur un coup de tête avec un jeune médecin qui lui plaisait, le citoyen Laroche, dont elle ne porta jamais le nom. Le Directoire consacre sa popularité d’actrice, mais aussi d’auteur dramatique en vue. On expose au Salon des arts de l’an III, son portrait, réalisé par Jacques-Antoine-Marie Lemoine, et l’année suivante une charmante miniature en robe rayée et ceinture rouge, peinte par Jeanne Doucet de Surigny, dans laquelle on la voit occupée à écrire une nouvelle pièce de théâtre. Cette pièce un peu scandaleuse, La Bayadère ou le Français à Surate, comédie en cinq actes et en vers, a été écrite sur mesure pour elle et elle en crée le rôle-titre en janvier 1795. Le succès n'est pas à la hauteur de ses espérances.
En 1797, la comédienne Élise Lange, ancienne protégée et amie de Julie Candeille, épouse l’homme d’affaires Michel Simons, lui-même fils d’un carrossier belge que Mlle Candeille avait rencontré en août 1796 à Bruxelles, ville où elle était venue représenter Catherine ou la belle fermière. Jean Simons le père n'est pas été insensible au charme de Julie, qu’il épouse à Bruxelles, le 11 février 1798, après son divorce de Laroche et rompant un engagement au théâtre, ce qui lui vaut un procès, qu’elle perd.
La nouvelle Mme Simons mène dès lors une vie luxueuse entre Bruxelles et Paris. Comme beaucoup de parvenus de l’époque, le couple veut avoir sa petite maison qui est construite, à grands frais, sur des plans dessinés par Bellanger, à la pointe Bellevue, sur l’ancien domaine de Mesdames. On dit qu’elle voulut seconder son mari dans l’exercice de ses tâches industrielles et que c’est grâce à sa vieille amitié avec Joséphine qu’elle avait connue dans les salons constituants, qu’elle obtint la commande de la voiture du sacre de Napoléon. Ce joyau de la technologie du Premier Empire, est détruit, avec plusieurs objets du musée Tussaud de Londres, lors de l’incendie de 1925. En 1803, elle partage avec son ex-amie Mme Lejay, devenue comtesse de Pontécoulant, le soin de faire les honneurs de la ville de Bruxelles au Premier consul et à son épouse.
Au début de l’Empire, lorsque la guerre reprend, les affaires de Jean Simons périclitent. Son épouse se retire dans son hôtel parisien rue Cérutti, no 3, et donne des récitals de piano dans les soirées aristocratiques de la capitale. Elle bénéficie aussi d’une pension que lui verse la nouvelle impératrice Marie-Louise.

### Collaboration avec Girodet
Anne-Louis Girodet est un peintre français de formation néoclassique qui flirta avec le romantisme une grande partie de sa carrière. C’est l’un des plus célèbres artistes de son époque.
Bien que Candeille ait croisé sa route en 1799, alors qu’éclatait le scandale Lange-Girodet, elle rencontre officiellement Girodet lors d’un concert chez une certaine « Madame Lefèvre » aux alentours de l’année 1800. À partir de ce moment, Candeille partagera la vie du peintre jusqu’à sa mort en 1824.
La nature de leur relation a fait l’objet de plusieurs interprétations. Il ne fait toutefois aucun doute que Candeille et Girodet ont vécu une relation hors du commun basée sur la parité et la réciprocité, comme en témoigne leur double portrait que Girodet lui envoya en 1807 dans lequel il ne se contente pas de superposer leurs profils, mais de confondre leurs traits afin de créer une sorte d'androgynie, voire une indistinction des genres (à l’exception des vêtements qui, eux, sont très genrés – une robe blanche pour elle, et un costume à haut col pour lui). On ignore encore si Girodet a voulu masculiniser Candeille ou s’il s’est lui-même féminisé pour accentuer leur ressemblance, mais le fait est que, par ce double portrait, l’artiste prouve qu’il considérait Candeille pas seulement comme une amie, mais comme son alter ego.
Son rôle dans la carrière de Girodet est significatif à bien des égards. Elle usait notamment de son statut de salonnière pour lui trouver de nouvelles clientes (telles que Juliette Récamier, l'impératrice Joséphine, etc.) et de nouveaux clients, dont le comte Sommariva, qui commanda à l’artiste son dernier chef-d’œuvre, Pygmalion et Galatée, en 1813 mais qui ne fut terminé qu'en 1819, après que le peintre l'eut recommencé plus de trois fois (pour causes de maladies, de mortalité, etc.).
En plus d'élargir son réseau de contacts, Candeille s'occupait de tâches plus « administratives » de sa carrière : elle percevait ses honoraires et réglait les retards de paiement, elle organisait les manœuvres pour son élection à l’Institut de France, etc. Sa contribution ne s’arrête toutefois pas à ces fonctions formelles : elle critiquait également les œuvres de Girodet. Cet élément peut sembler banal, mais il s’agit en réalité d’un privilège exceptionnel, car Girodet ne laissait que peu de gens commenter ses œuvres. En effet, le critique d’art Étienne-Jean Délecluze affirme que l’artiste avait « le grand défaut de ne consulter personne et de n’écouter ni conseils ni critiques pendant l’exécution de ses ouvrages ». Donc, avant l’arrivée de Candeille dans sa vie, Girodet ne supportait pas la moindre objection. C’est en la côtoyant de près qu’il a compris l’importance d’une seconde opinion et d’une touche féminine, ou d’un « instinct de femme », comme il se plaît à dire dans leur correspondance. C’est d’ailleurs grâce à cet « instinct de femme » que plusieurs œuvres de Girodet vont rencontrer un franc succès dans les Salons, telles qu’Atala au tombeau (1808), La Reddition de Vienne (1808) et La Révolte du Caire (1810), pour ne nommer que celles-ci.
Girodet s’est lui aussi impliqué dans la carrière de sa partenaire. En effet, il a illustré deux de ses romans historiques, Bathilde, reine des Francs (1814) et Agnès de France ou le Douzième Siècle (1821). Ce travail d'équipe était non seulement efficace mais extrêmement profitable à tous les deux.
Candeille n’était pas qu’une muse passive, tapie dans l’ombre de l’homme qu’elle adule ; c'était une véritable partenaire active et engagée œuvrant aux côtés d'un artiste reconnu.

### Nîmes

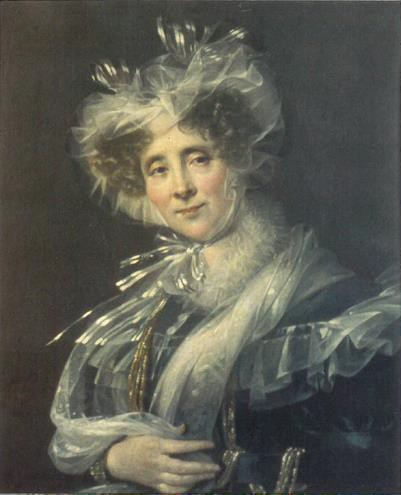
Aimée Pagès, Portrait de Julie Candeille, 1828, musée des Beaux-Arts de Nîmes

En 1823, elle épouse le peintre Antoine-Hilaire-Henri Périé et, comme on venait de créer le musée de Nîmes, elle intrigue et réussit à faire nommer son mari au poste de conservateur. Ils devaient y vivre neuf ans, y étant logés par un ami de Julie, Jean Roman, autrefois membre des académies d'Ancien régime et fondateur de la société des Valmusiens qui regroupait des poètes des deux sexes. Elle collabore aux Annales de la Littérature et des arts, organe de la Société des Bonnes lettres, et, pour se faire admettre dans la bonne société catholique et royaliste nîmoise, elle publie une « lettre sur Nîmes et ses environs ». Jouissant de sa réputation d'ancienne sociétaire de la Comédie française et d'écrivaine, elle ouvre un salon où, à la suite du préfet et de l'évêque, se pressent les célébrités de la ville et de la région.
En 1827, elle invite Victor Hugo à venir séjourner qui lui adresse, en retour, un exemplaire dédicacé de Bug-Jargal. À plus de soixante ans, elle était toujours séduisante avec ses beaux cheveux blonds et ses yeux noirs, le sourire aimable et l'air distingué.
En 1832, elle annonce à son ami Charles Nodier, qu'elle désire revenir à Paris. Éprouvée dans ses intérêts, elle subit les premières atteintes de la maladie. Périé meurt brusquement en 1833. Elle-même est frappée d'une attaque d'apoplexie. Découragée, elle demande à Nodier de la rapatrier dans une maison de santé parisienne, où elle meurt, le 3 février 1834.
Elle est inhumée au cimetière du Père-Lachaise (division 37, 1e ligne, tombe n°11).

## Iconographie

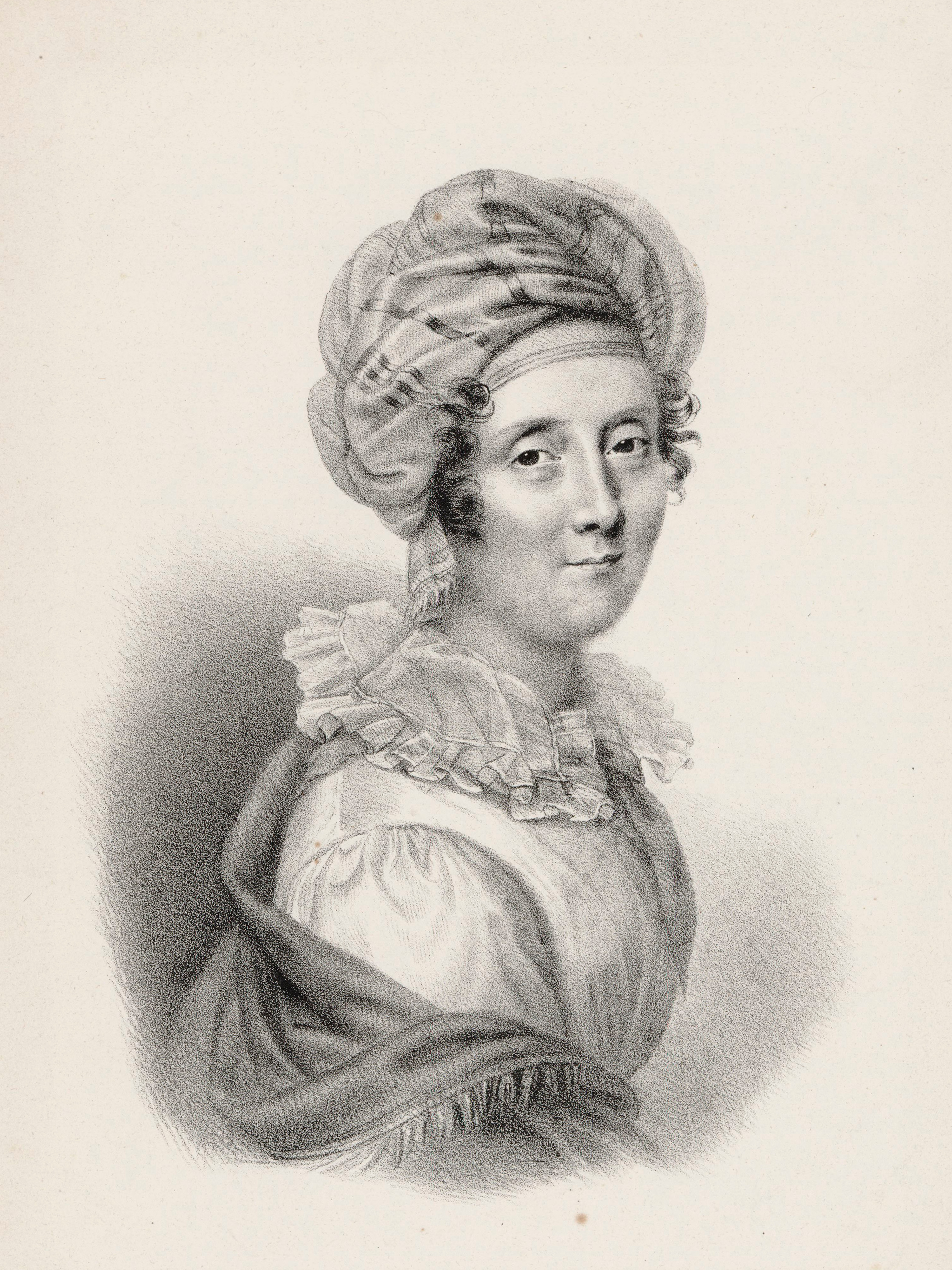
Julie Candeille vers 1810. Gravure par Cœuré d’après Pierre-Paul Prud’hon.

- Olivier Blanc, Portraits de femmes, Artistes et modèle à l’époque de Marie-Antoinette, Paris, Didier Carpentier, 2006.

## Rôles à la Comédie-Française
Elle fait son entrée à la Comédie-Française, en 1785 et y est nommée 189e sociétaire, en 1786. Elle quitte la Comédie-Française en 1791.
- 1785 : Andromaque de Jean Racine : Hermione
- 1785 : Bajazet de Jean Racine : Roxane
- 1787 : Andromaque de Jean Racine : Andromaque
- 1787 : Athalie de Jean Racine : Salomith
- 1788 : Phèdre de Jean Racine : Aricie
- 1788 : Tartuffe de Molière : Elmire
- 1788 : Le Faux noble de Michel Paul Guy de Chabanon : la comtesse Aurélie
- 1789 : Athalie de Jean Racine : Josabet
- 1789 : Iphigénie de Jean Racine : Eriphile

## Œuvres

### Écrits
- Catherine, ou la Belle fermière, opérette, Paris, l’an II.
- La Bayadère, ou le Français à Surate, Paris, l’an III.
- Cange, ou le Commissionaire de St Lazare, 26 novembre 1794.
- Ida, ou l’orpheline de Berlin, opéra-comique en deux actes.
- Louise, ou la réconciliation.
- Lydie, ou les mariages manqués, Paris, 1809.
- Bathilde, reine des Francs, Paris, 1814.
- Vers sur la bonté.
- Justification de Julie Candeille en réponse à Audiffret.
- Souvenirs de Brighton, Londres et Paris, Paris, 1818.
- Agnès de France, ou le douzième siècle, Paris, 1821.
- Essai sur la félicité humaine

### Compositions
- Trois sonates pour le clavecin, op. 1 avec accompagnement de violon ;
- Concerto pour piano et instruments à cordes ;
- Grande sonate en mi  majeur, op. 5 (éd. Imbault 1798)[12], dédiée à Hélène de Montgeroult ;
- Deux grandes sonates pour piano, op. 8 (sous le nom de Julie Simons) ;
- Fantaisie pour piano, dédiée à Mme Rivière ;
- Nocturne pour piano (fantaisie no 5, op. 11).